# Eduardo Rodrigues da Costa
Eduardo Rodrigues da Costa (Santa Catarina, Lisboa, 2 de junho de 1860 — São Julião, Lisboa, 7 de julho de 1912) foi um industrial, proprietário, bombeiro e capitalista republicano da aristocracia lisboeta de finais do século XIX e início do século XX.

## Biografia
Eduardo Rodrigues da Costa nasceu em Lisboa, freguesia de Santa Catarina, no número 21 da Travessa da Laranjeira, no bairro da Bica, a 2 de junho de 1860, filho de José Inácio da Costa (1836-1896), filantropo, industrial e proprietário republicano, reputado diretor da Companhia Nacional de Conservas, natural da vila de Colares, onde também faleceu, localidade que muito estimava, tendo sido o seu maior benemérito, possuidor de uma grande fortuna, vários imóveis e indústrias alimentícias, e de sua mulher, Ana Paula da Conceição (1837-1908). Cresceu entre Lisboa e Colares, juntamente com o irmão mais novo, José Inácio Paulo da Costa (1862-1912), com quem fez uma grande viagem pela Europa em 1889.

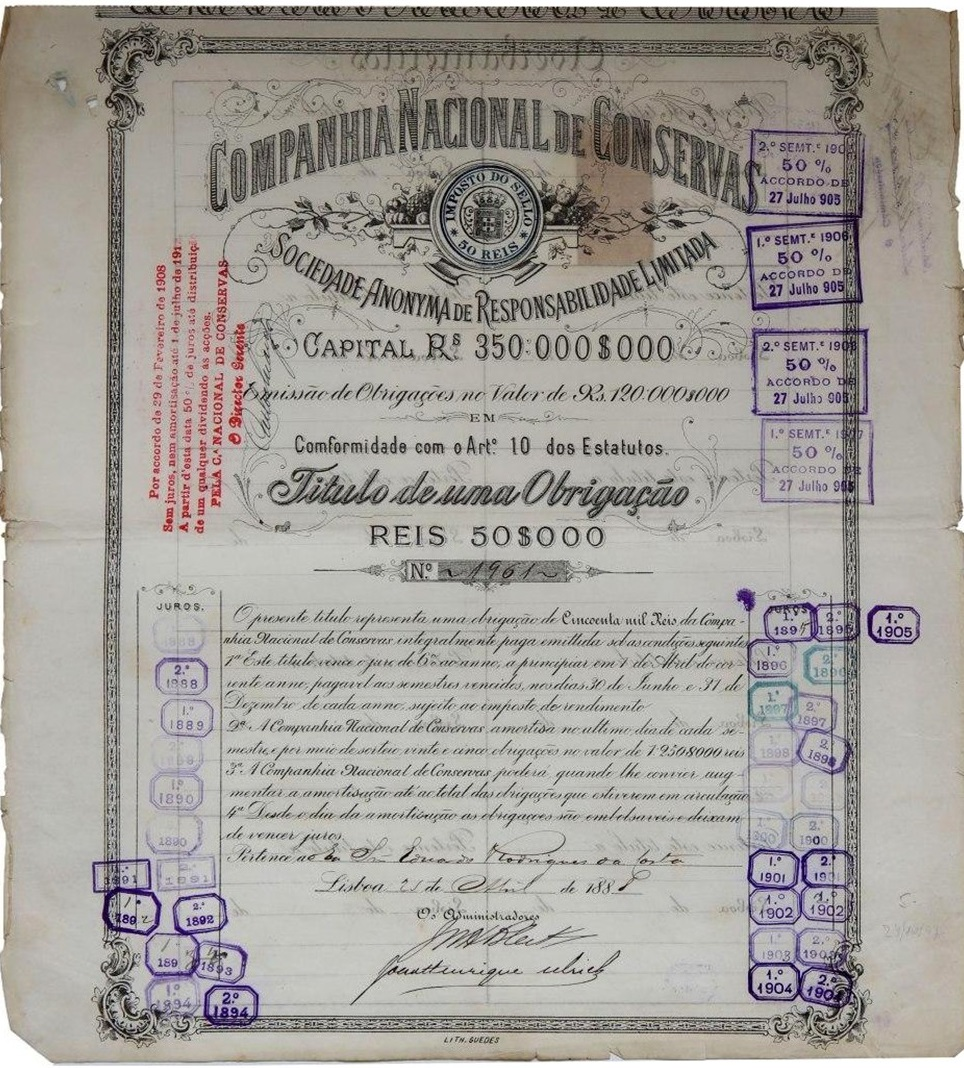
Título de uma obrigação, da Companhia Nacional de Conservas, figurando como proprietário Eduardo Rodrigues da Costa.

Eduardo foi, como seu pai, um grande benemérito de Colares. Sócio da Real Associação de Bombeiros Voluntários da Ajuda e membro deste corpo (da qual era Comandante o Infante D. Afonso de Bragança, Duque do Porto, seu amigo pessoal, conhecido por seus amigos como O Arreda, devido à paixão pelos veículos motorizados e pela velocidade com que conduzia pelas ruas de Lisboa), a Eduardo ficou incumbida a chefia da nova esquadra de Colares, sendo nomeado Comandante da Associação dos Bombeiros Voluntários de Colares, iniciando-se assim uma caminhada de distintos serviços à comunidade desta vila, terra natal de seu pai, pelos quais foi condecorado. A Associação Humanitária de Bombeiros Voluntários de Colares, por si fundada, remonta ao dia 9 de março de 1890, sendo, por essa razão, a mais antiga corporação de bombeiros do concelho de Sintra. Além disso, foi industrial e proprietário, sendo-lhe passada para seu nome, no final da vida de seu pai, a titularidade da Companhia Nacional de Conservas, bem como as restantes indústrias. Foi também sócio da Sociedade de Geografia de Lisboa, proposto pelo Visconde da Rocha de Portimão, Palermo de Faria, Caldeira Pires, Rodrigo Afonso Pequito, João Diogo da Silva Pinto e Manuel Augusto Teixeira.
Em 1896, herdou a grande maioria do espólio e da fortuna de seu pai, aquando do seu falecimento. A gerência do património não foi bem sucedida e acabou por contrair inúmeras dívidas, hipotecas e penhoras, acabando por perder quase todos os imóveis e indústrias. Eduardo tinha, segundo conta a família, uma personalidade de bon-vivant, espirituoso e boémio, gastando toda a fortuna em expensas festivas e luxuosas, não tendo propensão para gerir o grande legado de seu pai, assim como o irmão, deixando poucos vestígios aos descendentes dos numerosos bens que herdara.
Em consequência destes eventos, a 24 de fevereiro de 1912, o seu irmão põe termo à vida, aos 49 anos, na Villa Costa, em Colares, de onde se atirou de uma janela, deixando 2 filhos menores e 4 maiores, mas todos jovens. Eduardo pouco mais durou que o irmão, tendo falecido às 11 horas de 7 de julho do mesmo ano, no segundo andar do número 40 da Rua da Prata, em plena Baixa de Lisboa, vitimado por uma síncope cardíaca, com apenas 52 anos, em casa de amigos. A sua última morada foi o primeiro andar direito do número 43 da Avenida da República. O funeral ocorreu no Cemitério dos Prazeres, onde foi sepultado no jazigo de família mandado construir pelo seu pai.

## Família e descendência
Casou a 4 de maio de 1881, aos 20 anos, na Igreja de Santos-o-Velho, em Lisboa, com Matilde Emília de Sales (Sacramento, Lisboa, 7 de agosto de 1861 — São Sebastião da Pedreira, Lisboa, 2 de fevereiro de 1927), filha do major do Exército Ricardo António de Sales e de Maria Constância da Silva, naturais de Lisboa.
Deste matrimónio nasceram:
- Ema Georgina Sales Costa (Santos-o-Velho, Lisboa, 15 de janeiro de 1882 — São Sebastião da Pedreira, Lisboa, 25 de dezembro de 1952), que casou com António Damas Mora (1879-1949), médico e administrador colonial, com geração;[11]
- Raul Leão Sales Costa (Santos-o-Velho, Lisboa, 12 de fevereiro de 1883 — Brasil, ?), que casou com Maria Vitória Vilaça de Sousa (1887-?), neta de Teodolinda Amélia Leça da Veiga Vilaça, escritora, sem geração (divórcio em 1914);[12][13]
- Eduardo Rodrigues da Costa Júnior (Santos-o-Velho, Lisboa, 26 de junho de 1884 — Benfica, Lisboa, 5 de novembro de 1963), funcionário público, que casou com Ema Santos (1885-1981), com geração;[12][14]
- Américo Sales Costa (Colares, Sintra, 16 de agosto de 1887 — Uíge, Angola, 1962), chefe de posto administrativo em Angola, que casou com Maria Carolina Barreto Borges (1890-1948), com geração (divórcio em 1925); casou em segundas núpcias, em Angola, com Cândida Pires Sousa Cunha (1905-1998), com geração;[15][16]
- Rodolfo Sales Costa (Santos-o-Velho, Lisboa, 13 de novembro de 1890 — Pena, Lisboa, 30 de março de 1892).[17][18]